# 久里千春
久里 千春（くり ちはる、1938年7月29日 - ）は、日本の歌手、女優。本名は山崎 慈子（旧姓 - 栗原）。東京都墨田区出身。所属事務所はイーグル・ベイ。実弟は「トリオ・ザ・パンチ」で活躍した久里みのる。

## 来歴・人物
共立女子高等学校卒業。ピーギャンヴォイスと称される独特な声で知られた。
元々オペラ歌手を目指しており、藤原義江が主宰する藤原歌劇団の研究科に入団。高校卒業後は劇団青春座、新作座を経て、1958年に20歳で女優としてデビュー。デビュー作は日本テレビのCMガール。以降、映画『渡り鳥シリーズ』『男はつらいよ』やテレビドラマ『あばれはっちゃく』シリーズのほか、毎日放送・東京12チャンネル（現在のテレビ東京）共同制作のワイドショー『ファミリースタジオ230』や中部日本放送の長寿番組『天才クイズ』の初代司会者も務めた。「天才クイズ」では「か～ぶりましょうっ！」と甲高いかけ声をかけていた。
1980年「俺はあばれはっちゃく」の第54話では、学生時代にコーラス部だったという話であり、実際に岸洋子の「希望」や「サンタルチア」「ペチカ」を劇中で歌い、その実力のある歌唱力を披露している。また「春」では、ソロパートでも歌唱した。
1990年に夫の山崎唯が死去してからは歌手活動も並行する傍ら、テレビ番組のコメンテーターとして活動する。

## 主な出演

### 映画
- 憂愁平野（1963年）
- 学園広場（1963年、日活） - 山内洋子 役
- 河内ぞろ 喧嘩軍鶏（1964年、日活）
- なつかしい風来坊（1966年）
- ハナ肇の一発大冒険（1968年）
- 落葉とくちづけ（1969年）
- 夜遊びの帝王（1970年）
- 女たらしの帝王（1970年）
- 未亡人ごろしの帝王（1971年）
- ポルノの帝王（1971年）
- 喜劇 女売り出します（1972年）
- ポルノの帝王 失神トルコ風呂（1972年）
- 男はつらいよ 寅次郎相合い傘（1975年）
- ねらわれた学園（1981年）
- 釣りバカ日誌4（1991年） - 宇佐美浪子（スーさんの妹、宇佐美和彦の母親） 役
- 熱帯楽園倶楽部（1994年）

### アニメーション映画
- わんぱく王子の大蛇退治（1963年、東映動画） - アカハナ 役[要出典]
- ハッスルパンチ(1965年、東映動画)
- 少年ジャックと魔法使い（1967年、東映動画） - シバリ 役
- アンデルセン物語（1968年、東映動画） - ネズミのケケ 役[5]
- ちびっ子レミと名犬カピ（1970年、東映動画） - ジョリクール 役
- やさしいライオン（1970年、東宝） - ブルブル 役

### テレビドラマ
- 月光仮面（1958年、KR）
- ぼくは赤ちゃん（1960年、NTV） - 赤ちゃんの声 役[6]
- わが家は一ダース（1960年、NTV[7]）
- アッちゃん 第3話「当たって砕けろ」（1965年、TBS）
- 忍者ハットリくん（1966年、NET） - ママ 役
- チャコねえちゃん（1967年、TBS）
- 渥美清の泣いてたまるか 第36話「まんが人生」（1967年、TBS）
- 銭形平次 第69話「多喜之助は何処に」（1967年、CX）
- 意地悪ばあさん 第23話「赤ちゃん騒動の巻」（1968年、YTV）
- ジャンケンケンちゃん（1969年 - 1970年、TBS）
- フラワーアクション009ノ1第13話「君は可愛いボクのニャロメ」（1969年、CX）
- プレイガール（12CH）
  - 第39話「女一匹けんか仁義」（1969年）
  - 第103話「いじめて愛して」（1971年）
- アイフル大作戦 第2話「男性飼育必敗法」（1973年、TBS）※山崎唯と夫婦役で共演
- 熱中時代（1978年、NTV）
- あばれはっちゃくシリーズ（1979年 - 1985年、ANB） - 桜間和子 役
- 翔んだカップル（1980年、CX） - 中山わたるの母 役
- こんな学園みたことない! 第2話「マザコン雄二の逆襲」（1987年、YTV） - 雄二の母 役
- 愛の劇場「すずがくれた音」（2004年、TBS）

### 外国テレビドラマの吹き替え
- それ行けスマート（1969年、12CH） - 99号 役

### テレビアニメーション
- ハッスルパンチ（1965年 - 1966年、NET / 東映動画） - ブン 役[8]
- ほのぼの家族（『原始家族フリントストーン』のUHF局番組販売版） - ウィルマ 役

### 人形劇
- ひょっこりひょうたん島（NHK総合） - コッカ・スパニオル、魔女ルナ 役

### その他のテレビ番組
- 天才クイズ初代司会（1967年7月 - 1973年12月、CBCテレビ）
- ファミリースタジオ230（1970年4月 - 9月、毎日放送・東京12チャンネル共同制作）※桂三枝（現在の六代目桂文枝）と共に月曜（毎日放送発）の司会を担当。
- あまくちからくち（1977年4月2日 - 9月24日、中京テレビ）夫の山崎唯とともに司会を担当。
- 象印クイズヒントでピント（1980年10月5日〈第79回〉 - 1981年3月29日〈第103回〉、テレビ朝日）女性軍2枠解答者
- 午後は○○おもいッきりテレビ（日本テレビ）
- 奥様新時代→久里千春のさわやかトーク（ミヤギテレビ）

ほか出演あり。

### ラジオ番組
- キンカンみんなの民謡（TBSラジオ）
- ナツメロパレード（TBSラジオ）
- ドライブレポート（TBSラジオ）
- ゴールデン・ワイド 渥美清「ラジオにて発します」（TBSラジオ）

### Vシネマ
- ぴんくギャル（1996年）
- ぴんくギャルII（1996年）

### CM
- 花王 ザブ（1980年 - 1982年）※『俺はあばれはっちゃく』で共演した吉田友紀・青木和代の3人で起用された。

## 主なCD
シングル
- 『開運・福の神』（2001年発売）